# هات سولفور اسپرینگز (کلرادو)
هات سولفور اسپرینگز (به انگلیسی: Hot Sulphur Springs) شهری در ایالت کلرادو کشور ایالات متحده آمریکا است که جمعیت آن در سرشماری سال ۲۰۱۰ میلادی، ۶۶۳ نفر بوده‌است.